# Renedo de Esgueva
Renedo de Esgueva är en kommun i Spanien.   Den ligger i provinsen Provincia de Valladolid och regionen Kastilien och Leon, i den centrala delen av landet, 160 km nordväst om huvudstaden Madrid. Antalet invånare är 3 259. Arean är 29,1 kvadratkilometer. Renedo de Esgueva gränsar till Valladolid, Castronuevo de Esgueva, Villabáñez, Tudela de Duero och Cistérniga. 
Terrängen i Renedo de Esgueva är huvudsakligen lite kuperad.